# Регионален език
Регионален език е език, който се говори в рамките само на части от дадена държава - федерален окръг, провинция, щат, или друг необособен административно регион.
Трябва да се прави разлика между регионален език и диалект, въпреки че термините често се бъркат поради голямото им припокриване.
Разликата е повече политическа, отколкото лингвистична, и се основава на критериите за национална държава. Езикът е фактор, обединяващ обществена група (националност, народ) и разграничаващ членовете и́ от другите групи, докато диалектът съдържа лингвистични разлики без да разделя обществото.

## Определение съгласно международното право
Съгласно Европейската харта за регионалните или малцинствените езици:
„Регионални или малцинствени езици“ са езици, които са: 
1. традиционно използвани в рамките на дадена територия на държавата от граждани на тази държава, които образуват група числено по-малка от останалото население на държавата; и
2. различни от официалния език на тази държава

## Регионален език – брой на говорещите
Често регионалният език има по-голям брой говорещи, отколкото официалните езици. Например каталонският език (регионален език за Испания и Франция, но официален за Андора) се говори от повече хора, отколкото фински или датски език. Кантонският език се говори от над 60 милиона души в качеството му на регионален език в провинция Гуандун и извън Китай, а малко са държавите с повече население.

## Езиково родство с официалния език
В някои случаи регионалният език може да бъде близък (сроден) до официалния език на съответната държава. Например:
- Валонски - регионален език във Франция и Белгия, принадлежи към същото семейство Ойлски езици като френския;
- Шотландски - регионален език в Обединеното кралство Великобритания и Северна Ирландия, принадлежи към същото семейство Западногермански езици като английския.
- Фризийски - регионален език в Кралство Нидерландия и Федерална република германия, принадлежи към същото езиково семейство Западногермански езици като холандския и немския, но показва и значително сродство с английския език.
- Въроски - регионален език в Естония, принадлежи към същото езиково семейство Балто-фински езици като естонския.
- Кантонски - регионален език в Гуандун, Китай, принадлежи към същото езиково семейство Китайски езици като Мандарин и използва същите символи и писменост.

В други случаи регионалният език може да бъде и твърде различен от официалния, например:
- Баски - регионален език в Испания и Франция не принадлежи на семейството Индоевропейски езици, а на това на Средиземноморската група (заедно с етруски) и следователно е различен от испанския, който е от групата на романските езици;
- Лужишки езици (Долнолужишки език и Горнолужишки език) - регионални езици в Германия от семейството на Славянските езици и следователно с твърде далечни (индоевропейски съответствия) прилики с немския, който е от семейството на Германските езици.

## Официален език като регионален
Официалният език на една държава може да бъде регионален в съседни държави, например:
- Немският е регионален език в Италия;
- Унгарският език от семейството Угрофински езици е регионален език в Румъния, докато официалният румънски език е романски език.
- Каталонският език е официален в Андора и е регионален за Испания, Италия и Франция.

Причината за това е наличието на национално малцинство извън пределите на националната държава вследствие на промяна на държавните граници или емиграция.